# Aston Martin
Aston Martin, oficialmente Aston Martin Lagonda Limited, é um fabricante britânica de carros desportivos de luxo com sede em Gaydon, Warwickshire. O nome da empresa é derivado do nome de um dos fundadores da empresa, Lionel Martin, e uma referência a montanha de Aston Hill, perto de Aston Clinton, Buckinghamshire.
De 1994 até 2007, Aston Martin fazia parte da Ford Motor Company, tornando-se parte da empresa Premier Automotive Group, em 2000. Em 12 de março de 2007, um consórcio liderado pelo presidente da Prodrive, David Richards, comprou a Aston Martin por 475 milhões de libras. O grupo incluía o banqueiro de investimentos estadunidense John Singers e duas empresas do Kuwait, a Investment Dar e Adeem Investment. A Prodrive não teve nenhum envolvimento financeiro no acordo. A Ford manteve uma participação na Aston Martin avaliada em 40 milhões de libras. O fundo italiano de private equity, Investindustrial, assinou um acordo em 6 de dezembro de 2012 para comprar uma participação de 37,5% da Aston Martin, investindo 150 milhões de libras em aumento de capital. O acordo foi confirmado pela Aston Martin em um comunicado de imprensa no dia seguinte. David Richards deixou a fabricante em 2013, voltando a se concentrar na Prodrive. Em 2013, a Aston Martin assinou um acordo com a Daimler AG, que recebeu uma participação de 5% na montadora britânica, para abastecer sua próxima geração de carros com motores Mercedes-AMG de alta performance e componentes eletrônicos.
Em 31 de janeiro de 2020, foi anunciado que o bilionário e investidor canadense Lawrence Stroll liderou um consórcio que pagou 182 milhões de libras em troca de uma participação de 16,7% na empresa, com previsão para sua participação chegar aos 20% se o plano de resgate fosse bem-sucedido, mas, algumas horas depois, sua participação já chegava aos 21%. A reestruturação incluiu uma infusão de caixa de 318 milhões de libras através de uma nova emissão de direitos, gerando um total de 500 milhões de libras para a empresa. Stroll também foi nomeado presidente executivo, substituindo Penny Hughes. Em março de 2020, por meio de uma injeção adicional de recursos, Stroll aumentou sua participação na empresa para 25%. O magnata farmacêutico suíço, Ernesto Bertarelli, e o diretor executivo e chefe da equipe da Mercedes-AMG Petronas F1 Team, Toto Wolff, também se juntaram ao consórcio, adquirindo participações de 3,4% e 4,8%, respectivamente. No início de junho, a Investindustrial reduziu sua participação na Aston Martin de 20% para 15%. Em 8 de outubro, foi confirmado que Sebastian Vettel havia adquirido uma participação acionária na Aston Martin — a mudança do piloto alemão para a equipe de Fórmula 1 da marca em 2021, já havia sido confirmada cerca de um mês antes —, entretanto, o piloto se recusou a dar detalhes sobre sua participação na empresa. No dia 27 do mesmo mês, foi anunciado que a Investindustrial havia encerrado totalmente seu investimento na fabricante de carros de luxo e que a Daimler aumentaria sua participação de 2,6% para 20%, após fechar um acordo para fornecer tecnologia à Aston Martin nos próximos anos.

## Modelos atuais

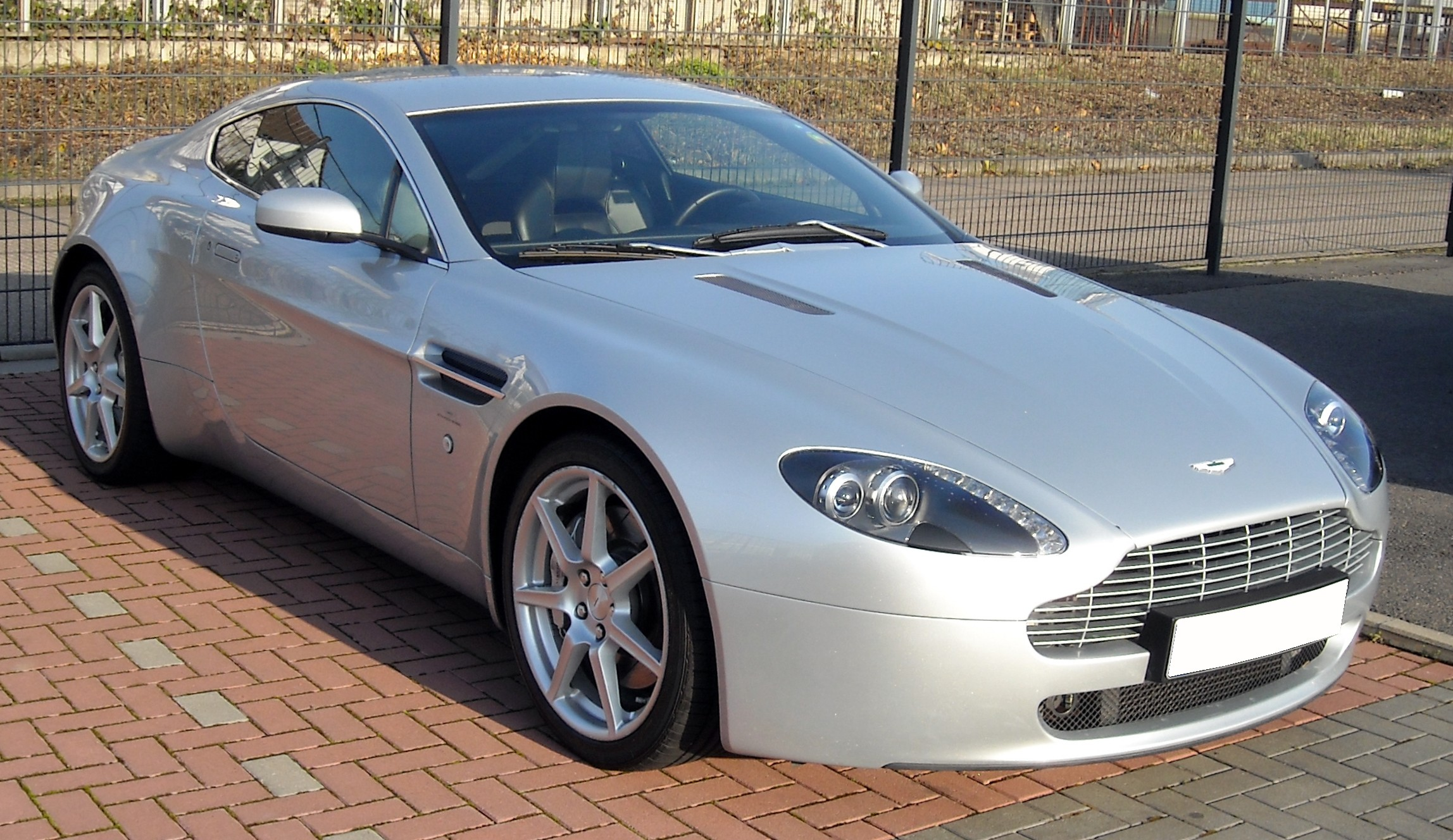
Aston Martin V8 Vantage.

- Aston Martin DB4
- Aston Martin DB5
- Aston Martin DB7 Vantage
- Aston Martin DB7 Vantage Volante
- Aston Martin DB9
- Aston Martin DB9 Volante
- Aston Martin DBS
- Aston Martin DBS Volante
- Aston Martin V8 Vantage
- Aston Martin V8 Vantage Roadster
- Aston Martin V12 Vantage
- Aston Martin Vantage S
- Aston Martin Vanquish
- Aston Martin Cygnet
- Aston Martin Virage
- Aston Martin Rapide S
- Aston Martin One-77
- Aston Martin DBR9
- Aston Martin V12 GT Zagato

## Lagonda
Lagonda é uma marca britânica que pertence à Aston Martin. Em 2008 a Aston apresentou um sedan conceitual na edição de 2009 do Salão de Genebra marcando o renascimento da Lagonda, que voltará a produzir sedans de luxo para competir com Bentley, Rolls Royce, Mercedes-Benz Classe S e BMW Série 7.

## DBX Concept
A Aston Martin mostrou no Salão do Automóvel de Genebra o concept DBX. Este modelo presta preciosas indicações sobre como será o futuro SUV/Crossover da Aston Martin, modelo que surgirá em breve na gama de modelos da marca e que fará parte da renovação de produto da Aston Martin.

## Barco
Em 2017, a marca apresentou a primeira embarcação, o Aston Martin AM37 no certame Yachts Miami Beach.
O AM37 é uma embarcação luxuosa esportiva, com 37 pés (11,28 metros) de comprimento, e pode transportar um máximo de oito pessoas. O convés deslizante pode isolar completamente o cockpit com o toque de um botão, enquanto o vidro dianteiro é feito numa peça única de vidro esculpido, com dupla curvatura. Uma cobertura com ativação eletro-hidráculica, construída em fibra de vidro, tapa o motor quando está ancorado. Uma plataforma extensível na traseira convida à natação, e o interior está decorado a couro.
Em termos de mecânica, o Aston Martin AM37 pode ser equipado com três motores diferentes. A versão base tem à escolha motores duplos Mercury Diesel com 370 cv cada, ou dois Mercury a gasolina com 430 cv. Ambos oferecem uma velocidade máxima de 45 nós (83,5 km/h). A versão AM37S tem dois motores Mercury de 520 cv, para uma velocidade de 50 nós (92,5 km/h).